# Otterup
Otterup ist eine dänische Kleinstadt mit 5263 Einwohnern (1. Januar 2025) im Norden der Insel Fünen (dän. Fyn). Bis 2007 fungierte sie als Verwaltungssitz der ehemaligen Otterup Kommune.

## Geografie
Otterup, der bevölkerungsreichste Ort in der Nordfyns Kommune, liegt in der Kirchspielgemeinde Otterup Sogn. Etwa 5 km westlich der Küste zum Odense Fjord befindet sich die Kleinstadt im Ostteil der Kommune (Luftlinie) ungefähr 9,5 km nordöstlich von Søndersø, 14 km nördlich der Innenstadt von Dänemarks drittgrößter Stadt Odense und 20 km ostsüdöstlich des Hafenortes und Kommunalverwaltungssitzes Bogense.
Das Siedlungsgebiet von Otterup erstreckt sich auf einer Höhe von etwa 4 bis 10 m.o.h. in flachem Terrain.

## Geschichte
| Jahr     | Einwohnerzahl |
| -------- | ------------- |
| 1840     | 0554          |
| 1921     | 0921          |
| 1950     | 1432          |
| 1970     | 2673          |
| 2006     | 4613          |
| Quellen: |               |

Otterup wurde erstmals erwähnt im Jahre 1427 unter dem Namen Ottorp.
Als größter Ort und Kirchdorf war es Zentrum der Kirchspielgemeinde und wuchs Mitte des 19. Jahrhunderts mit der benachbarten Siedlung Hjorslev zusammen.
Westlich des damaligen Ortskerns wurde 1882 ein Bahnhof gebaut und Otterup mit der durch die Nordfynske Jernbane errichteten Bahnstrecke Odense–Bogense (Bogensebanen) an das Schienennetz angebunden. Am 15. Dezember 1911 erfolgte die Eröffnung einer Nebenstrecke der Nordvestfyenske Jernbane, der Bahnstrecke Brenderup–Bogense von Brenderup nach Bogense. Dies förderte Wachstum und die Ausbreitung des Siedlungsgebietes in westliche Richtung. Rund um den Bahnhof siedelten sich vor allem in der ersten Hälfte des 20. Jahrhunderts Fabriken, Logistikfirmen und Lagerstätten an.
1966 verlor Otterup seine Bedeutung als sogenannter „Bahnhofsort“ (dän. stationsby) aufgrund der Schließung der Bahnstrecke. Im selben Jahr wurde die Kleinstadt das Verwaltungszentrum der neu geschaffenen Otterup Kommune, deren Einrichtung der Verwaltungsreform von 1970 vorausging. In den 1970er-Jahren entwickelte sich Otterup zum größten Ort in Nordfünen und im Süden der Stadt entwickelte sich ein Gewerbegebiet, unter anderem geprägt durch große Gewächshäuser eines Gärtnereibetriebes.
Anfang 2007, mit einer weiteren Verwaltungsreform, wurde die Otterup Kommune ein Teil der neuen Nordfyns Kommune und Otterup verlor den Status als Hauptsitz der Administration. Das Rathaus des Ortes ist weiterhin in Verwendung, seit 2007 als Außenstelle der Kommunalverwaltung.

## Kirche
Die Otterup Kirke liegt nordöstlich des Ortskerns von Otterup. Errichtet wurde sie in der romanischen Epoche, also zur hochmittelalterlichen Zeit aus Granitquadern. Das Material des Altarraums und eines Teils des Kirchenschiffs stammen aus dieser Zeit. Im Spätmittelalter, in gotischer Zeit wurde das Gebäude mit den vorhandenen Baustoffen umgebaut. Auch ein Kirchturm aus Backstein wurde auf der Westseite ergänzt. Die Kirche verdankt das weiße Aussehen ihrem Anstrich mit Kalkfarbe, welcher typisch für dänische Kirchen ist.

## Verkehr
Am 30. Juni 1882 wurde der Bahnhof eröffnet. Beide Strecken wurde am 31. März 1966 aufgrund von sinkenden Fahrgastzahlen und wirtschaftlichen Problemen eingestellt. Das von N. P. C. Holsøe errichtete Bahnhofsgebäude wurde im Jahre 1968 abgerissen. Auf dem Gelände wurde ein neues Rathaus gebaut.
Otterup ist durch die Landstraße Sekundærrute 162 an das Straßennetz angebunden, welche in Nord-Süd-Richtung durch den Ort verläuft und Odense mit Bogense verbindet.
Regelmäßige Linienbusverbindungen bestehen nach Odense. Der nächste internationale Flughafen liegt in Billund auf dem Festland.

## Söhne und Töchter der Stadt
- Leif Davidsen (* 1950), Schriftsteller
- Patrick Banggaard (* 1949), ehemaliger Fußballspieler

## Fotogalerie

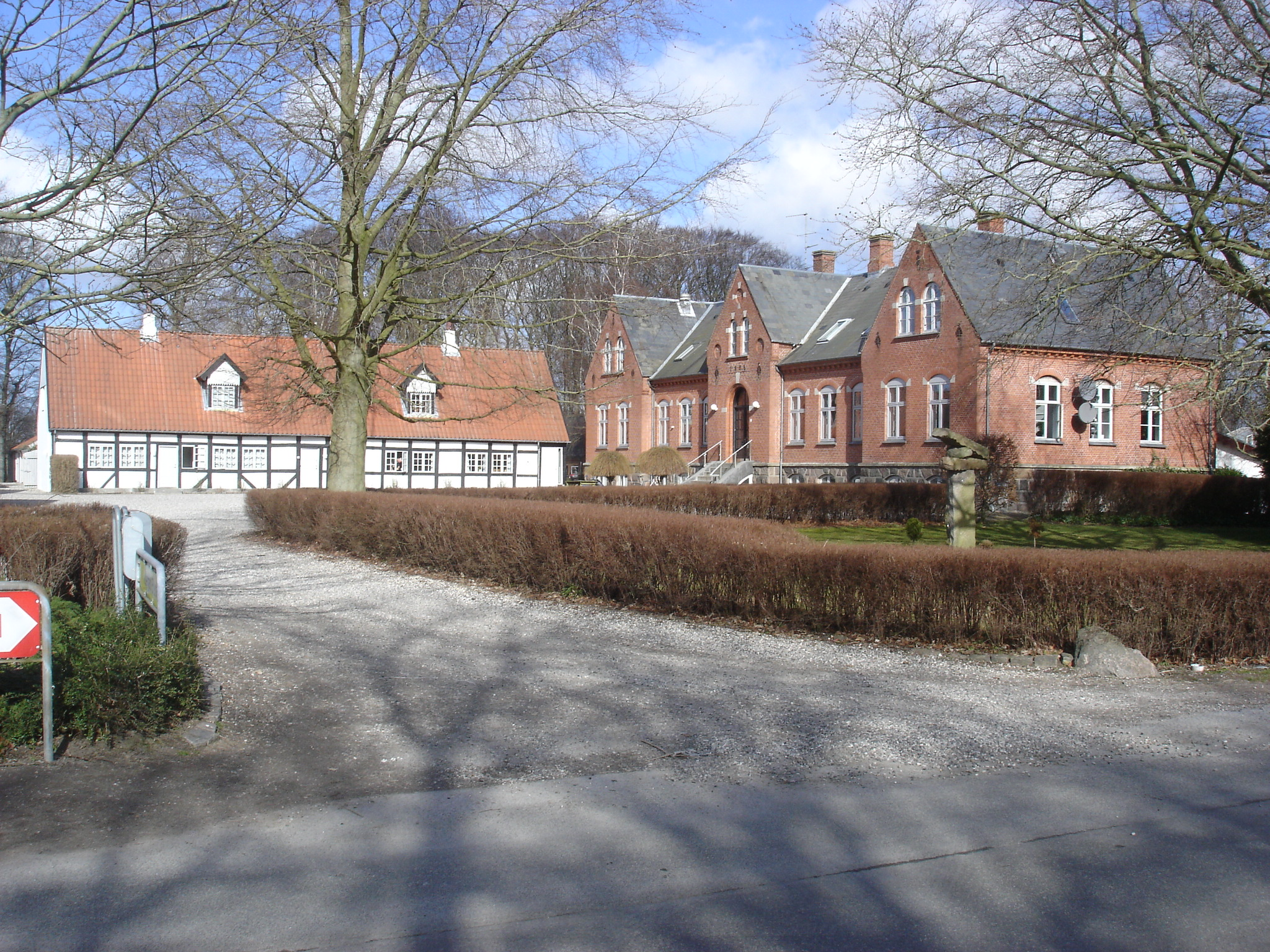
Landgut Nislevgaard am Ortsrand (heute eine Efterskole)
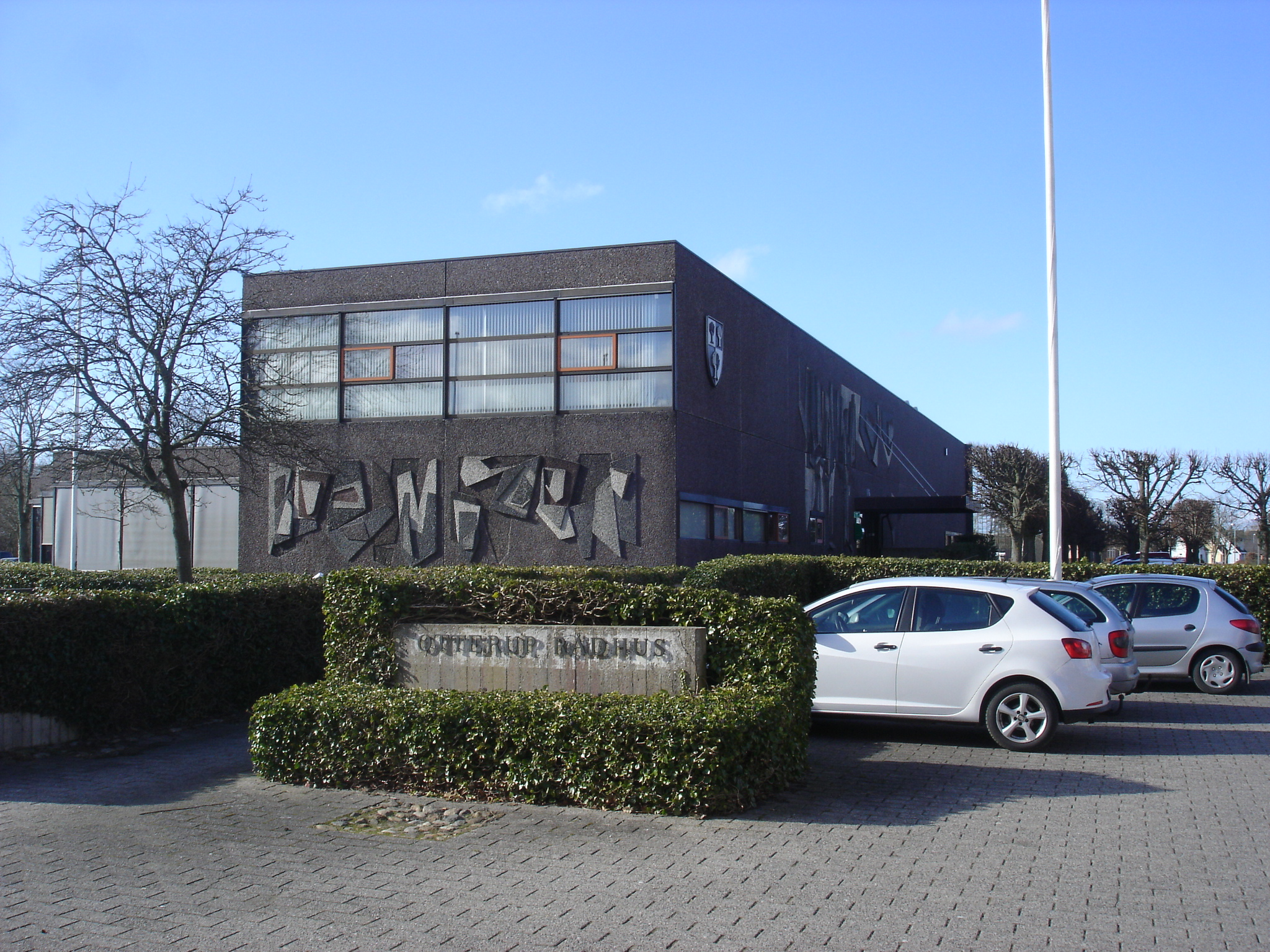
Rathaus in Otterup
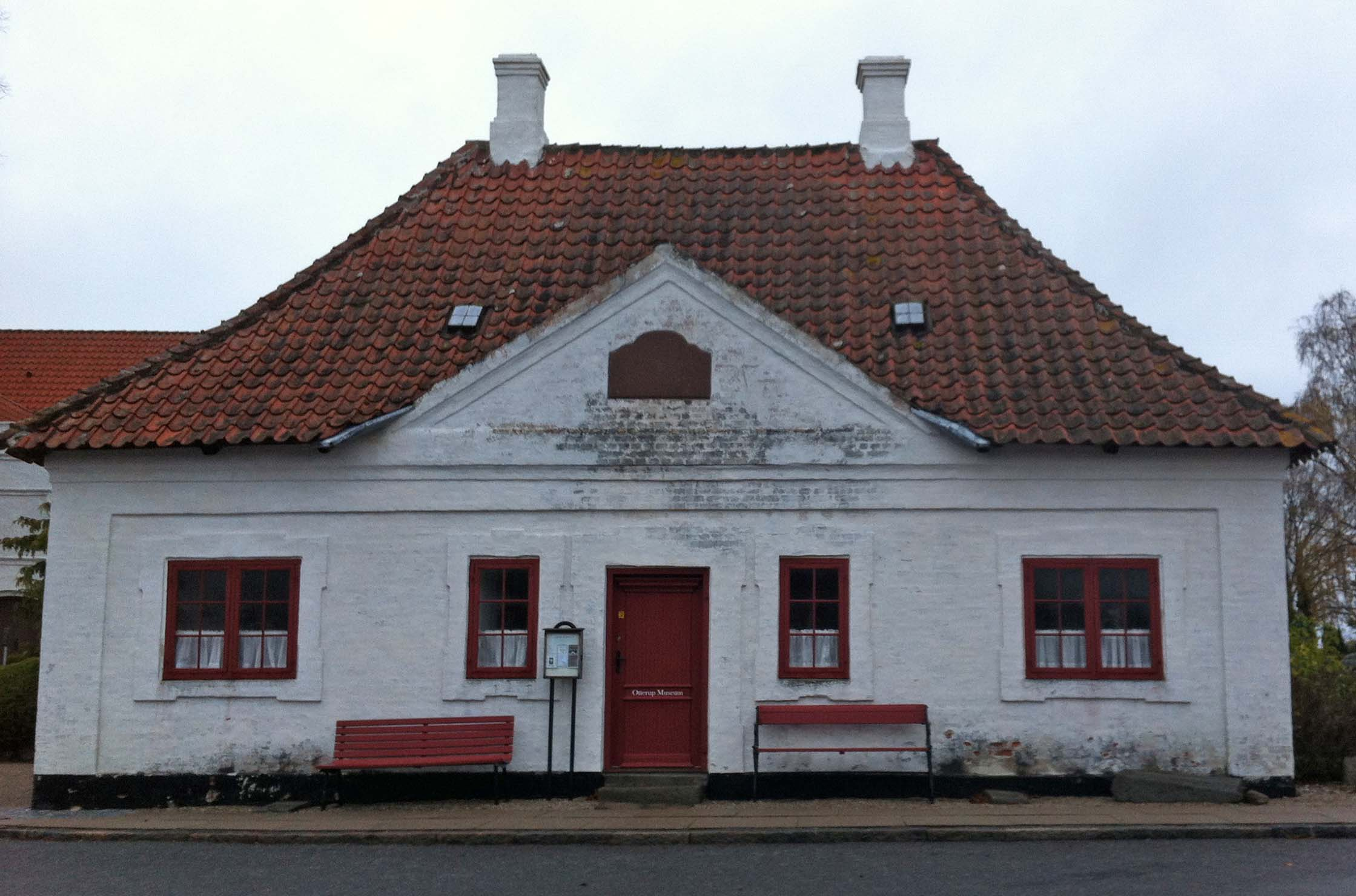
Otterup Museum